# Коренберг, Владимир Борисович
Влади́мир Бори́сович (Бе́релевич) Ко́ренберг (13 апреля 1924 года, Одесса — 1 сентября 2012 года, Москва) — специалист в области спортивной биомеханики, спортивной метрологии, спортивной гимнастики, спортивной кинезиологии, педагогики, теоретической психологии.
Кандидат биологических наук (1971), доктор педагогических наук (1996), профессор (1997).

## Биография
Родился 13 апреля 1924 года в Одессе в семье выпускника Новороссийского университета Береля Гимпель-Лейбовича Коренберга (1890—1968) и Евгении Моисеевны Коренберг (в девичестве Хавиной, 1894—1988), дочерью одесского купца, заключивших брак там же 19 декабря 1917 года. Брат — радиоинженер Ефрем Борисович Коренберг.
Основоположник принципиальных для биомеханики и кинезиологии концепций, в значительной мере меняющих онтологическую картину этих научных и учебных дисциплин. Разработал и читал лекторские курсы «Биомеханика», «Спортивная метрология», «Кинезиологический анализ в спорте», до последних дней проводил научные исследования в области теоретической и прикладной кинезиологии.
Автор более 300 научных статей (из них свыше 160 в области кинезиологии и психологии) и более 30 книг. Несколько книг переведены и изданы за рубежом.
Общий научно-педагогический стаж работы в высшей школе более 60 лет, из них 22 года в МГАФК (МОГИФК).
Награждён знаком «Почетный работник профессиональной высшей школы», в 2005 году ему было присвоено звание «Заслуженный работник высшей школы Российской Федерации».
С 1971 г. по 1987 г. член редакционного совета всесоюзного издательства «Физкультура и спорт», член редколлегии, помощник составителя и специальный редактор 27 сборников «Гимнастика» (М.: ФиС, 1971—1987 гг.) этого издательства, специальный и литературный редактор 14 других сборников научных трудов.
Научный редактор 4 монографий и редактор-составитель 8 томов научного альманаха МГАФК «На рубеже XXI века» (1999—2007).
Участник Великой Отечественной войны. С 1942 по 1950 год служил в рядах ВВС ВМФ. Награждён орденом Отечественной Войны II степени, медалями «За боевые заслуги» и «За оборону Кавказа», 14 другими военными медалями и знаками отличия.
Участник 5 первенств СССР по спортивной гимнастике (1949—1953) в составе сборных команд Советской Армии, затем ДСО «Буревестник», в 1950—1953 гг. — неоднократный призёр студенческих первенств СССР (в том числе победитель в отдельных видах многоборья).
Родился 13 апреля 1924 года в Одессе.
Отец, Коренберг Борис Львович (1890—1968), врач, кандидат медицинских наук, с 1918 г. участник гражданской, а с 1941 г. — Великой Отечественной войны. Награждён орденом Красной Звезды (1944) и медалью «За победу над Германией» (1945).
Мать, Коренберг (урождённая Хавина) Евгения Моисеевна (1894—1988), окончила гимназию и педагогический класс, а также полтора курса биологического факультета. Рождение в 1918 г. первого сына Ефрема и уход мужа на фронт не позволили завершить учёбу.
Брат, Коренберг Ефрем Борисович (1918—1992), с отличием окончил незадолго до начала войны радиофакультет Одесского института инженеров связи (сейчас Одесская национальная академия связи им. О.С.Попова), и был направлен на работу в Сибирь, где с началом войны призван рядовым. В дальнейшем известный радиоинженер, один из основных разработчиков знаменитой антенной системы АДУ-1000 (1960 г.), позволившей обеспечить устойчивую связь с космическими аппаратами внутри Солнечной системы и опередить США в исследовании космоса. Позднее Е.Б.Коренберг работал в области радиоисследования горных пород, занимался преподавательской деятельностью в Московском горном институте, был заведующим кафедрой.
По признанию Владимира Борисовича, старший брат сыграл особую роль в его судьбе. Благодаря ему, он с раннего детства освоил гимнастические упражнения, подростком научился плавать и грести, играть в шахматы и в волейбол, увлёкся спортивной гимнастикой. С 8-го класса вёл в школе гимнастический кружок, а сам тренировался в Центральной городской гимнастической школе, в 10-м классе стал одним из лидеров и выиграл первенство города по спортивной гимнастике среди юношей старшего возраста. В 9-м классе одновременно стал играть в лучших юношеской и взрослой волейбольных командах города, а в 10-м — на 3-й доске за Дворец пионеров в шахматы.
Школу окончил в 1941 году, получил аттестат с отличием, дающий право на поступление без экзаменов в любой вуз страны. Но выпускной вечер состоялся 21 июня 1941 года и в 4 часа утра был прерван — немецкие самолёты летели на город, началась война.
По возрасту не подлежал призыву по мобилизации и в сентябре был вместе с матерью, её сестрой и бабушкой, как члены семьи военнослужащего, эвакуирован в северный Казахстан в деревню Васильевка. Хотел остаться в Одессе в ополчении, но мать уговорила ехать с ними, чтобы переносить на руках бабушку, которая не могла ходить. В деревне заболел желтухой, но несмотря на высокую температуру работал в колхозе.
Дважды писал в райвоенкомат с просьбой призвать его в лётное или танковое училище. Получил ответ: «ждите». В мае 1942 г. отец перевёз семью в г. Гори Грузинской ССР, где базировалась его часть. Там Владимир сразу пошёл в военкомат с просьбой направить его в лётное училище. Не дождавшись призыва, самовольно сел поздно вечером в поезд с группой призывников. На станции Самтреди команду высадили, он вышел вместе со всеми и после переклички сказал, что его нет в списке по ошибке. Его включили в список. Так он оказался на Черноморском Флоте стрелком аэродромной роты 36-й авиабазы ВВС ЧФ и прослужил в ней несколько месяцев.
Затем его направили в школу младших авиационных специалистов. Отлично её окончив, воздушным стрелком-радистом в звании младшего сержанта был зачислен в 36-й минно-торпедный авиаполк Военно-воздушных Сил Черноморского Флота, летал на самолёте торпедоносце-бомбардировщике. За 51 боевой вылет ему была вручена медаль «За боевые заслуги».
В 1946 г. полк был переведен на Балтику, и прошла массовая демобилизация, но в технических войсках для военнослужащих срочной службы она остановилась на 1923 г. рождения. Те, кто родились в 1924 г. и позднее, служили ещё 4 года. Так что на его долю выпали почти 8 лет срочной службы.
В армии продолжал занятия спортом, успешно выступал на соревнованиях. В 1948 г. занял 3-е место в первенстве Балтийского Флота по шахматам. Раз в месяц увольнялся на сутки в Ленинград, где тренировался в спортзале на гимнастических снарядах. В 1947 г. после недельного тренировочного сбора выступил и стал чемпионом Ленинградской области. В 1947 г. выиграл 2-е место на первенстве северо-западной зоны РСФСР (7 областей). В 1948 г. стал чемпионом г. Таллина, затем Эстонской ССР, Балтийского Флота по спортивной гимнастике и по морскому многоборью. В 1949 г. в составе сборной Вооружённых Сил выступил на первенстве СССР, был переведён дослуживать в Москву, чтобы тренироваться в Центральном Спортивном Клубе Армии.
В 1948 г. поступил на 1 курс радиофакультета Всесоюзного заочного политехнического института (ВЗПИ), в 1949 г. перешёл на 2 курс. Это позволило сразу после демобилизации в апреле 1950 г. поступить на 2 курс радиотехнического факультета Московского энергетического института (МЭИ). Одновременно стал преподавателем кафедры физического воспитания МЭИ, работал с группами женской сборной команды института, тренировался и выступал за институт и за сборную студенческого ДСО «Наука» на первенстве СССР по спортивной гимнастике. Но в 1954 г. из-за травмы пришлось прекратить тренировки и выступления.
В 1955 г. поступил, а в 1959 г. окончил заочное отделение факультета физического воспитания Московского областного педагогического института (МОПИ) им. Н. К. Крупской. В 1958 г. перешёл работать на кафедру физического воспитания Московского Лесотехнического института. Тренировал мужскую и женскую, затем только женскую сборную команду института по спортивной гимнастике.
В 1971 г. защитил диссертацию на соискание учёной степени кандидата биологических наук по теме «Сохранение устойчивости тела у школьников».
В декабре 1980 г. принят доцентом на кафедру гимнастики МОГИФК (Московский областной государственный институт физической культуры). В декабре 1983 г. перешёл на вновь образованную кафедру биомеханики и спортивной метрологии.
```
В 1995 г. защитил докторскую диссертацию «Качественный кинезиологический анализ как педагогическое средство в спорте». Через год присвоено научное звание профессор.
```

С сентября 2001 по август 2010 г. проректор МГАФК по научно-исследовательской работе, совмещал эту должность с преподавательской работой профессора кафедры биомеханики и компьютерных технологий. В 2010 г. освобожден от проректорства по личному заявлению в связи с состоянием здоровья после тяжёлой операции.
С октября 2010 г. по сентябрь 2012 г. профессор кафедры.

## Научная деятельность
В 1958 г. им была открыта и в 1949—1950 гг. экспериментально проверена зависимость «предельная сила тяги мышцы — её относительная скорость». Из-за сходства уравнений этой зависимости и зависимости «сила — скорость», открытой в 1938 г. лауреатом Нобелевской премии А. В. Хиллом эти зависимости сочли идентичными, хотя они в принципе различны. Хилл нашёл в основном механическую зависимость, а В. Б. Коренберг — в основном физиологическую. Поэтому с позиций зависимости Хилла анализировать моторику нельзя, тогда как зависимость, открытая Коренбергом, позволила объяснить сущность целого ряда универсальных технических приёмов и отдельных технических действий. Хилл приблизился к пониманию этой зависимости только в 1967 г. Кроме того, Коренбергом была экспериментально изучена уступающая (эксцентрическая) ветвь этой зависимости, обнаружен и объяснён разрыв между концентрической и эксцентрической частями кривой. В 1962 г. Коренберг обнаружил то, что через 10 лет было вновь обнаружено в Канаде и названо эксцессом силы. В начале 80-х годов им был выявлен феномен резко различного влияния утомления мышцы на величину её предельного напряжения в изометрическом и концентрическом, с одной стороны, и в эксцентрическом, с другой стороны, режимах её работы.
В 1963 г. в спорт Коренбергом было введено и развито понятие «надёжность» («надёжность выполнения двигательного действия», затем «надёжность решения двигательной задачи»). В 1970 г. вышла его монография на эту тему.
В 1966—1968 гг. была разработана и экспериментально проверена функциональная концепция сохранения устойчивости своего тела, в 1971 г. по этой теме была защищена кандидатская диссертация.
В середине 70-х годов им было введено в спорт понятие «качественный анализ», в частности, «качественный биомеханический анализ». Посвящённая этому монография вышла в 1979 г.
В начале-середине 80-х годов были выдвинуты, разработаны и опубликованы взаимосвязанные концепции двигательных задач и их решения, концепция навыков и умений, положения эвристики. Коренберг развивал эти концепции до середины 90-х годов, они вошли составной частью в его докторскую диссертацию.
В начале 90-х годов он предложил под ранее известным термином «кинезиология» понимать не биомеханику, а более «широкую» научную дисциплину, органично интегрирующую объективное и субъективное, биомеханику, психологию, двигательную педагогику и вообще те разделы любых наук, которые так или иначе могут быть использованы в изучении и формировании двигательной активности и двигательных субдеятельностей человека. Эта позиция была отображена в составленном им в 1992 г. сборнике научных трудов МГАФК «Проблемы спортивной кинезиологии». В настоящее время такое понимание термина «кинезиология» в мире возобладало.
С конца 90-х годов он выдвинул и разрабатывал концепции активности и деятельности, а также ситуации как мысленной модели реальности.
В 2011 г. была издана небольшая монография «Активность — протосознание — деятельность — сознание (обращение к проблеме единой теории деятельности)», подытоживающая его принципиально отличные от общепринятых теоретико-деятельностные представления.

## Публикации
Первые публикации В. Б. Коренберга появились в 1959 г., первая книга — «Маленькие „секреты“ гимнастики» — вышла в 1967 г.
Всего опубликовал более 350 научных работ, в том числе книги: «Основы качественного биомеханического анализа» (1979, серебряная медаль ВДНХ, в 1980 г., переиздана в Италии и в США), «Надежность исполнения в гимнастике» (1970, переиздана в Румынии), «Упражнения на бревне» (1976, 1986) из серии «Гимнастическое многоборье» (переиздана в Японии и в США), «Методика тренировки гимнасток» (1976, соавтор, переиздана в Словакии), учебник «Теория и методика гимнастики» (1971, соавтор), «Внимание деталям!» (1972), «Учебный словарь-справочник по спортивной метрологии» (1996), двухтомный словарь-справочник «Спортивная биомеханика» (1998—2000) и др. Автор 4 учебных кинофильмов (Москва, 1959, 1960, 1964; Киев, 1964).
Полный список публикаций размещен на персональном сайте В. Б. Коренберга 

### Книги (неполный список)
Спортивная кинезиология
1. Надёжность исполнения в гимнастике.-М.: ФиС, 1970.-192 с.
(переведена и издана в Румынии — «Siguranta executiei in gimnastica»-Bucuresti: Editura stadion, 1972)
2. Устойчивость тела в позных равновесиях и её возрастные изменения у школьников / Дисс. на степень кандидата биологических наук /на правах рукописи.-М.: МЛТИ, 1970.- 189 с.
3. Двигательные задачи в гимнастике.-Малаховка: МОГИФК, 1983.-55 с. (3,85 а. л.).
4. Качественный кинезиологический анализ как педагогическое средство в спорте /дисс. в виде науч. доклада на степень доктора педагогических наук (на правах рукописи).-Малаховка: МГАФК, 1995.-49 с.
5. Кинезологический контроль в спорте /уч. пос.-Малаховка: МГАФК, 2002.-139 с.
6. Основы спортивной кинезиологии /уч. пос.-М.: Сов. спорт, 2005.-232 с
Спортивная биомеханика и спортивная метрология
1. Теория и методика гимнастики /учебник для фак. физ. восп. пед. вузов /под общ. ред. В. И. Филипповича /Глава 4 «Основы биомеханики физических упражнений». -М.: Просвещение, 1971. −26 с. (с. 123—146).
2. Основы качественного биомеханического анализа /уч. пос.-М.: ФиС, 1979.-209 с.
(Книга отмечена серебряной медалью ВДНХ в 1980 г.,
переведена и переиздана в Италии («Principi dell’analisi qualitative biomeccanica» — Roma: Società Snampa Sportiva) и в США.
3. Контроль в спорте.-Малаховка: МОГИФК, 1995.-52 с.
4. Мини-справочник по статистике.-Малаховка: МГАФК, 1996.-19 с.
5. Словарь-справочник по спортивной метрологии / уч. пос.-Малаховка: МГАФК, 1996.-144 с.
6. Наиболее употребительные понятия спортивной метрологии /уч. пос.-Малаховка: МОГИФК, 1997.-32 с.
7. Наиболее употребительные понятия биомеханики.-Малаховка: МОГИФК, 1997.-34 с.
8. Спортивная биомеханика: словарь-справочник/ уч. пос.-Малаховка: МГАФК, 1998.-Ч.I: «Механика».- 120 с.
9. Спортивная биомеханика: «Биомеханическая система», «Моторика и её развитие», «Технические средства и измерения» / уч. пос. -Малаховка: МГАФК, 1999.- Ч.II: — 192 с.
10. Лекции по спортивной метрологии. Лекция 1. Спортивная метрология. Лекция 2. Измерения и технические средства в физическом воспитании и спорте /уч. пос.-Малаховка: МГАФК, 2000.-76 с.
11. Лекции по спортивной метрологии. Основы статистики: Лекция 3. Статистические совокупности и выборочный метод. Лекция 4. Корреляционный анализ".-Малаховка: МГАФК, 2000.-78 с.
12. Спортивная метрология: словарь-справочник / уч. пос.-М.: Сов. спорт, 2004.- 362 с.
13. Конспект лекций по биомеханике /уч. пос.-Малаховка, МГАФК, 2008.-75 с.
14. Спортивная метрология /учебник для вузов физ. культ.-М.: Физическая культура, 2008.-358 с.
15. Лекции по спортивной биомеханике (с элементами кинезиологии). -М.: Советский спорт, 2011. −204 с.
Психология, философия
1. Активность — протосознание — деятельность — сознание (обращение к проблеме единой теории деятельности).-М.: АРИФ, 2011.-214 с.
Спортивная педагогика
1. Маленькие «секреты» гимнастики.-М.: ФиС, 1967.-96 с.
2. Теория и методика гимнастики /учебн. для фак. физ. восп. пед. вузов /под общ. ред. В. И. Филипповича / Глава 8 «Вольные упражнения». (С. 175—289).-М.: Просвещение, 1971.-39 с.
3. Естественно-научные основы физического воспитания: в вопросах и ответах / уч. пос.-М.: МЛТИ, 1972.-55 с.
4. Внимание деталям!- М.: ФиС, 1972.-152 с.
5. Методика тренировки гимнасток / В соавт. с М. Л. Украном, И. В. Шефер, Л. К. Антоновым.- М.: ФиС, 1976.-172 с.
(Книга переведена и переиздана в Словакии).
6. Упражнения на бревне.-М.: ФиС, 1976.- 80 с. (с. 194—254)
(Книга переведена и переиздана в Японии — Tokyo: Baseball Magazine Sha, 1978)
7. Упражнения на бревне / Изд 2-е, переработанное //В кн.: Гимнастическое многоборье: женские виды /под общ. ред. Ю. К. Гавердовского.- М.: ФиС, 1986.-64 с. (с.151-254)
(Книга переведена и переиздана в США — «Exercises on the balance beam», USA, 1986)

## Награды
- Орден Отечественной войны II степени
- Медаль «За боевые заслуги»
- Медаль «За оборону Кавказа»
- Знак «Фронтовик 1941—1945»

и ещё 16 воинских медалей.
- Медаль Петра Лесгафта за большой личный вклад в развитие спортивной науки и образования.
- Серебряная медаль ВДНХ за книгу «Основы качественного биомеханического анализа»
- Звание «Почетный работник высшего профессионального образования Российской Федерации»
- Звание «Заслуженный работник высшей школы Российской Федерации»
- Знак «Ветеран спорта РСФСР»